# Hans R. Hedrich

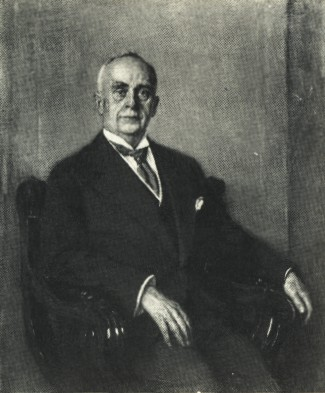
Robert Sterl: Minister Hedrich, 1929

Hans Richard Hedrich (* 3. August 1866 in Dresden; † 20. September 1945 ebenda) war ein deutscher Jurist, Verwaltungsbeamter und Politiker (DDP).

## Leben
Nach dem Abitur studierte Hans Richard Hedrich Rechtswissenschaften. Er war ab 1889 Gerichtsreferendar, wurde 1894 Gerichtsassessor und promovierte außerdem zum Doktor der Rechte. 1897 trat er in den Verwaltungsdienst des sächsischen Justizministeriums ein. Er wurde 1900 zum Finanzrat, 1904 zum Vortragenden Rat sowie zum Geheimen Oberfinanzrat, 1917 zum Geheimrat und 1918 zum Ministerialdirektor ernannt.
Während der Zeit der Weimarer Republik trat Hedrich in die DDP ein. Von 1919 bis 1930 war er stellvertretender Bevollmächtigter Sachsens zum Reichsrat. Ab dem 6. Mai 1930 war er unter Ministerpräsident Walther Schieck Wirtschafts- und Finanzminister des Freistaates Sachsen. Als solcher fungierte er gleichzeitig als Bevollmächtigter Sachsens zum Reichrat. Mit seinen Ministerkollegen trat er am 10. März 1933 auf Druck des NSDAP-Reichskommissars Manfred von Killinger von seinem Amt zurück. 1935 wurde er als Ministerialdirektor ins sächsische Finanzministerium berufen.
In seinem Testament verfügte Hedrich, eine mildtätige Stiftung zu errichten, durch die begabte und bedürftige Studenten, die ein juristisches Studium an der Technischen Universität Dresden oder an der Universität Leipzig absolvieren, finanzielle Hilfe erhalten sollen. Die Dr.-Hedrich-Stiftung wird von der Landeshauptstadt Dresden verwaltet.